# 京都第二外環状道路

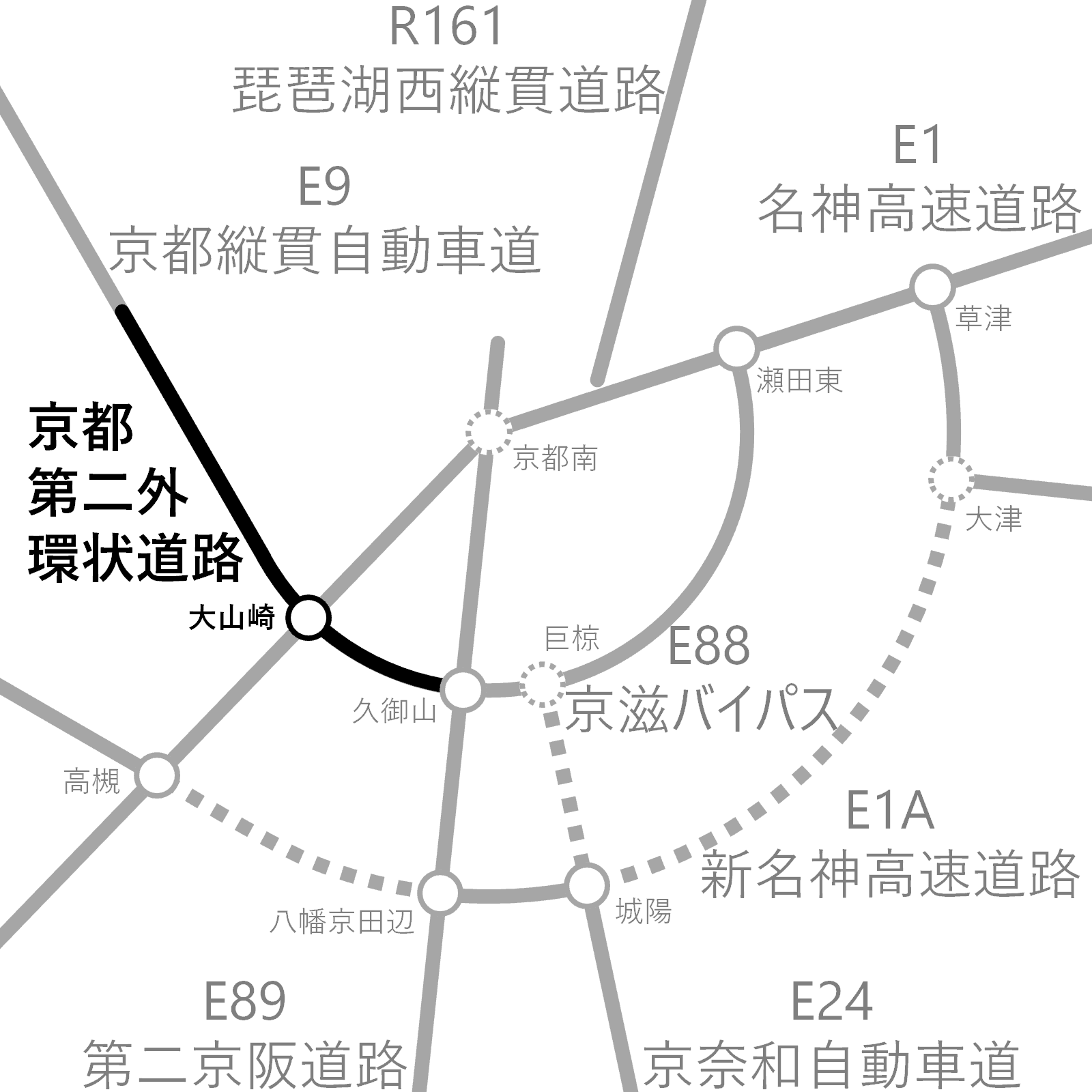
京都第二外環状道路と京都市付近の主な道路・ジャンクション（点線は調査中または整備中）

京都第二外環状道路（きょうとだいにそとかんじょうどうろ）は、沓掛IC - 久御山ICをつなぐ総延長15.7kmの国道478号および国土交通大臣指定に基づく高規格幹線道路（一般国道の自動車専用道路）である京都縦貫自動車道の一部。略称および愛称は、京都第二外環道・にそと。2013年4月21日15:00に全線開通した。

## 概要
- 起点 : 京都府京都市西京区大枝沓掛町
- 終点 : 京都府久世郡久御山町森
- 全長 : 15.7km
- 規格 : 第1種第3級
- 設計速度 : 80km/h
- 車線数 : 4車線（2+2）

一般有料道路としての営業路線名称は、沓掛IC - 大山崎JCT間が京都縦貫自動車道、大山崎JCT - 久御山IC間が京滋バイパスである。
1989年に京都縦貫自動車道が都市計画決定された際に建設することが決定したが、景観や環境破壊を理由に乙訓や西京区で、一部の住民が反対運動を行っていたこともあり沓掛～大山崎(9.8km)の着工が大幅に遅れた。2008年にようやく工事に着手することができるようになり、2013年3月末までの供用開始を予定していたが、2013年1月に行われた打音検査で、南春日トンネル（京都市西京区）内の壁面にひびが見つかり、修復のため開通は約1ヶ月遅れ、2013年4月にずれこむことが発表された。その後、2013年3月15日に、4月21日に開通すると発表された。
従来、京都縦貫自動車道京都丹波道路 - 名神高速道路・京滋バイパスを乗り継ぐためには、慢性的な渋滞のボトルネックとなっている京都市街地を通らなければならなかった。全通後は、市街地の迂回路として機能している。
開通後は、これまで京都縦貫自動車道起点の宮津天橋立ICから終点の大山崎JCT間で通常110分程かかっていた所要時間が、25分ほど短くなり、85分程度になった。これにともない、天橋立など京都府北部地域への観光需要が高まり、地域経済の活性化に繋げられると予測されている。なお、その京都縦貫自動車道は2015年7月18日、最後の未供用区間だった京丹波わちIC - 丹波IC間の供用開始を以て全線が開通した。

## インターチェンジなど
- IC番号欄の背景色が■である区間は既開通区間に存在する。
施設欄の背景色が■である区間は未開通区間または未供用施設に該当する。
- 路線名の特記がないものは市道。
- バスストップ (BS) のうち、○/●は運用中、◆は休止中の施設。無印はBSなし。
- 英略字は以下の項目を示す。
IC：インターチェンジ、JCT：ジャンクション、TB：本線料金所、BS：バスストップ

| IC 番号                                                    | 施設名     | 接続路線名                                                                                    | BS | 備考                          | 所在地   | 所在地   |
| ---------------------------------------------------------- | ---------- | --------------------------------------------------------------------------------------------- | -- | ----------------------------- | -------- | -------- |
| E9 京都縦貫自動車道 亀岡・綾部・宮津方面                   |            |                                                                                               |    |                               |          |          |
| 15                                                         | 沓掛IC     | 国道9号（本道）京都縦貫自動車道亀岡・綾部・宮津方面                                           |    | 宮津天橋立IC方面出入口        | 京都市   | 西京区   |
| 16                                                         | 大原野IC   | 府道10号大山崎大枝線 府道141号小塩山大原野線                                                  |    | 大山崎JCT方面出入口           | 京都市   | 西京区   |
| 17                                                         | 長岡京IC   | 府道10号大山崎大枝線                                                                          | ○  | BSは大山崎JCT方面出入口に併設 | 長岡京市 | 長岡京市 |
| 33-3                                                       | 大山崎JCT  | E1 名神高速道路本道                                                                           | -  |                               | 大山崎町 | 大山崎町 |
| 33-3                                                       | 大山崎IC   | 国道171号                                                                                     |    |                               | 大山崎町 | 大山崎町 |
| 8                                                          | 久御山淀IC | 国道478号（一般部） 府道15号宇治淀線 府道81号八幡宇治線                                       |    |                               | 京都市   | 伏見区   |
| 7                                                          | 久御山IC   | 国道1号（京阪国道） 国道478号（一般部） 国道1号京滋バイパス（自動車専用道路部）宇治・草津方面 |    | 大山崎JCT方面出入口           | 久御山町 | 久御山町 |
| E88 国道1号京滋バイパス（自動車専用道路部） 宇治・草津方面 |            |                                                                                               |    |                               |          |          |

## 交差する道路
- 京都府道212号下植野大山崎線、国道171号
- 京都府道13号京都守口線
- 京滋バイパス（専用部） 8久御山淀 吹田方面
- 京都府道15号宇治淀線
- 京都府道81号八幡宇治線
- 京滋バイパス（専用部） 8久御山淀 名古屋方面
- 京滋バイパス（専用部） 7久御山
- 国道1号（枚方バイパス、京滋バイパス）

## 沿革
- 1989年08月25日 : 都市計画決定。
- 1993年07月30日 : 大山崎JCT・IC - 久御山IC施工命令。
- 1997年度 : 大山崎JCT・IC - 久御山IC工事着手。
- 2003年08月10日 : 大山崎JCT・IC - 久御山JCTの自動車専用部（京滋バイパス）開通。府道京都守口線 - 国道1号の一般国道478号開通。
- 2003年12月18日 : 国道171号 - 府道京都守口線の一般国道478号開通。
- 2003年12月24日 : 大山崎ICの供用開始により、名神高速道路以東区間の事業完了。
- 2008年度 : 大枝沓掛IC - 大山崎JCT 一部土工工事開始
- 2012年04月26日 : 沓掛～大山崎JCTの開通後の名称を京都縦貫道に、新規設置ICの名称を大原野、長岡京とすることを決定したと発表される[3]。
- 2012年09月10日 : 京都第二外環状道路区間で、最後まで残っていた西山トンネル（京都市－長岡京市間、2.3km）の貫通式が10日開かれた[2]。
- 2013年04月21日 : トンネル内のひびの発生に伴う補修のために遅れていた、大山崎IC/JCT-沓掛IC間が開通[5]。

## 交通量
平日24時間交通量（台）（上下合計）
- 営業路線名は京滋バイパス。久御山淀IC-大山崎IC/JCT間の法定（事業）路線名は、中央自動車道西宮線。

| 区間                    | 平成17年度 （2005年度） | 平成22年度（2010年度） | 平成22年度（2010年度） | 備考 |
| ----------------------- | ----------------------- | ---------------------- | ---------------------- | ---- |
| 区間                    | 平成17年度 （2005年度） | 台数                   | 混雑度                 | 備考 |
| 久御山IC-久御山淀IC     | 27,260                  | 26,659                 | 0.39                   |      |
| 久御山淀IC-大山崎IC/JCT | 29,136                  | 27,147                 | 0.39                   |      |